# Postamt Greifswald

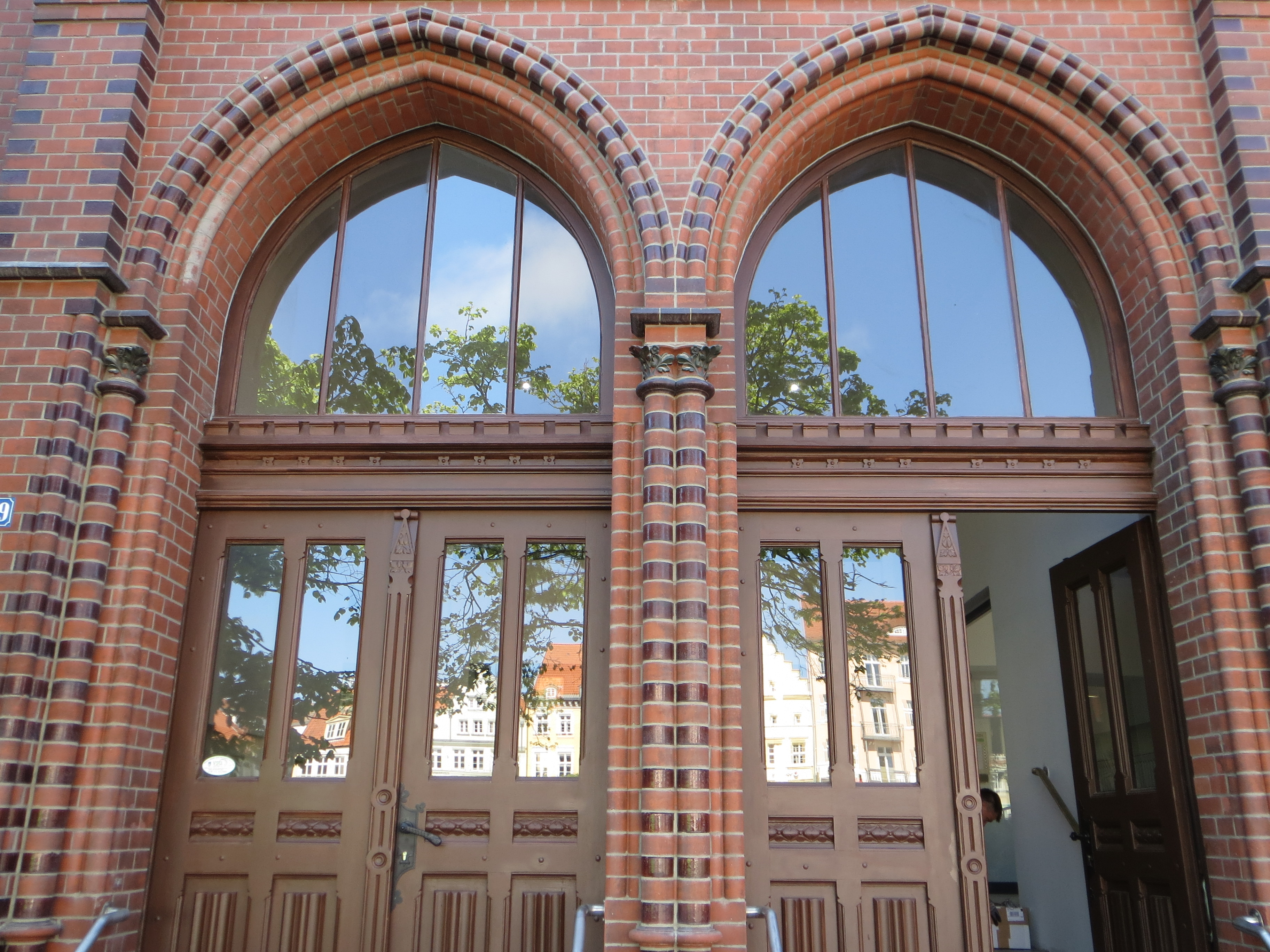
Eingangsportal, 2014

Das Postamt Greifswald, ursprünglich Kaiserliches Postamt, ist ein Baudenkmal in der Universitäts- und Hansestadt Greifswald, eine Kreisstadt des Landkreises Vorpommern-Greifswald im Nordosten von Mecklenburg-Vorpommern. Gegenwärtig wird es als Stadthaus genutzt.

## Lage
Das Gebäude befindet sich auf der Südseite des Greifswalder Marktplatzes (ehemals Platz der Freundschaft), begrenzt durch die Rakower- und Fleischerstraße.

## Geschichte
Dem allgemeinen Bedürfnis zur Annahme, Beförderung und Bestellung von Briefen folgend wurden bereits um die Mitte des 17. Jahrhunderts die ersten Posten errichtet. In Vorpommern gehörte Stralsund zu den ersten Städten, die einen besonderen Postmeister anstellte.
Seit 1649 hatte die Stadt Greifswald den ersten Postmeister für die Post. Johan Pepelow wurde am 12. April 1649 zum Städtischen Postmeister ernannt.
Dieses Amt wurde auch über die Zeit der schwedischen Besetzung beibehalten. Die Übergabe des Landes von Schweden an Preußen erfolgte am 23. Oktober 1815, die Schwedischen Wappen wurden eingezogen und das Preußische Wappen angebracht. Die Postbeamten traten in den Preußischen Dienst über und legten Preußische Uniform an. Das Postcomtoir Greifswald erhielt die Benennung Königlich Preußisches Postamt und wurde unmittelbar unter das General-Postamt in Berlin gestellt bis zum 1. Januar 1850. Mit der Einführung von dezentralen Postverwaltungs-Strukturen in den Regierungsbezirken entstanden Oberpostdirektionen, so auch in Stralsund, dem das Greifswalder Postamt nun unterstellt war.
Bis zum Jahr 1836 war das Postamt in gemieteten Gebäuden untergebracht. Das General-Postamt erwarb durch Kaufvertrag vom 5. November 1836 das Grundstück Steinbeckerstr. 43 zum Preis von 21.450 Thalern. Trotz Anbau und Erweiterung konnte der steigende Platzbedarf hier für Post und Telegraphie in den kommenden Jahrzehnten nicht gedeckt werden.
Mit der Reichsgründung 1871 erfolgte ein stürmischer Aufbau eigener Post- und Telegraphengebäude im gesamten Land. 1876 wurden Generalpostamt und die Generaldirektion der Telegraphen aus dem bis dahin übergeordneten Reichskanzleramt gelöst und zur Reichs-Post- und Telegrafenverwaltung als eigenständige oberste Reichsbehörde unter Generalpostmeister Heinrich Stephan zusammengefasst. 1880 erfolgte die Umbenennung der obersten Postbehörde in Reichspostamt.
Durch den Bau eines neuen Postgebäudes am Markt 15–18, das Areal mit 2433 m² wurde bereits am 17. August 1889 mit Vorbehalt der Zustimmung des Reichstages für 219.000 Mark unter Beteiligung der Stadt mit 10.000 Mark der Kaufvertrag geschlossen. Die veranschlagte Bausumme wurde mit 248.500 Mark bewilligt.

## Gebäude
Bereits 1892–1893 entstand der Entwurf für das Post- und Telegrafenamt unter Postbaurat Ernst Hake, Leiter der Bauverwaltung im Reichspostamt in Zusammenarbeit mit Postbaurat Carl Hindorf von der Oberpostdirektion Stettin. Beide Architekten und Baubeamte hatten bereits eine Vielzahl neuer Post- und Telegrafengebäude geplant und errichtet, unter anderen die Hauptpost Köln und die Oberpostdirektion Aachen.
Unverzüglich wurde im Juli 1894 mit dem Abbruch der alten Häuser begonnen und die Grundsteinlegung erfolgte am 2. April 1895. Die Ausführung erfolgte unter der Leitung von Postbaurat Hindorf und Postbauinspektor Wolff nach dem im Reichspostamt bestätigten Entwurf.
Es ist ein 2-geschossiger Klinkerbau des Historismus im Stil der Neugotik mit 4 Eckrisaliten und mit Treppengiebel. Die architektonische Erscheinung ist ein Beispiel für den wilhelminischen - historischen Nutzgebäudebau jener Zeit.
Das Posthaus hat drei Eingänge, der östliche führt zu Paket- und Telegramm-Schaltern sowie zur Hauptkasse, in der Mitte zu den Schaltern der Brief- und Geld-Annahme und -Ausgabe, Postanweisungs-, Zeitungs- und Markenverkaufsstelle, durch den westlichen Eingang zum Amtsvorsteher und den Briefträgern. Bereits zum Jahresende 1896 erfolgte der Umzug in das neue Postgebäude.
Die Post- und Telegrafenämter dieser Bauart entstanden in vielen kleinen, mittleren und größeren Städten. Sie haben zumeist eine hohe gestalterische Ähnlichkeit, da seit 1875 durch das Reichspostamt zentral durch seine Bauabteilung die Gebäude geplant und über die zuständigen Oberpostdirektionen ausgeführt und überwacht wurden.
(siehe auch:Postamt Sassnitz, Postamt Stralsund, Postamt Bergen, Postamt Malchin, Postgebäude (Grimmen).)
Anfang der 1930er Jahre erfolgte der seitliche Anbau an das Postgebäude in die Fleischerstraße hinein. Dieser Gebäudetrakt war für das Telefon- und Telegrafenamt vorgesehen. Eine architektonische Beschreibung des Neuen Bauens, die auch die zeitgleiche Modernisierung des Hauptgebäudes betraf, findet sich in der Broschüre  Greifswalder-Beiträge zur Stadtgeschichte Denkmalpflege Stadtsanierung.
Mit der Gründung der DDR wurde die Deutsche Post der DDR eingerichtet, die das Hauptpostamt als Postzentrale der Stadt Greifswald nutzte.
Mit der Wiedervereinigung Deutschlands 1990 wurde die Deutsche Post der DDR in die Deutsche Bundespost integriert. Das Greifswalder Postamt wurde in die Deutsche Bundespost eingegliedert und gehörte seit der Privatisierung 1995 der Deutsche Post AG und der Deutsche Telekom AG. Die Post und Telekom nutzten das Gebäude für ihre Zwecke, bis 2006 in diesem Gebäude mit einer umfangreichen Modernisierung und Neugestaltung für den neuen Eigentümer, die Stadt Greifswald, durch die BauBeCon Sanierungsträger GmbH begonnen wurde.

Bilder vom ehemaligen Postamt
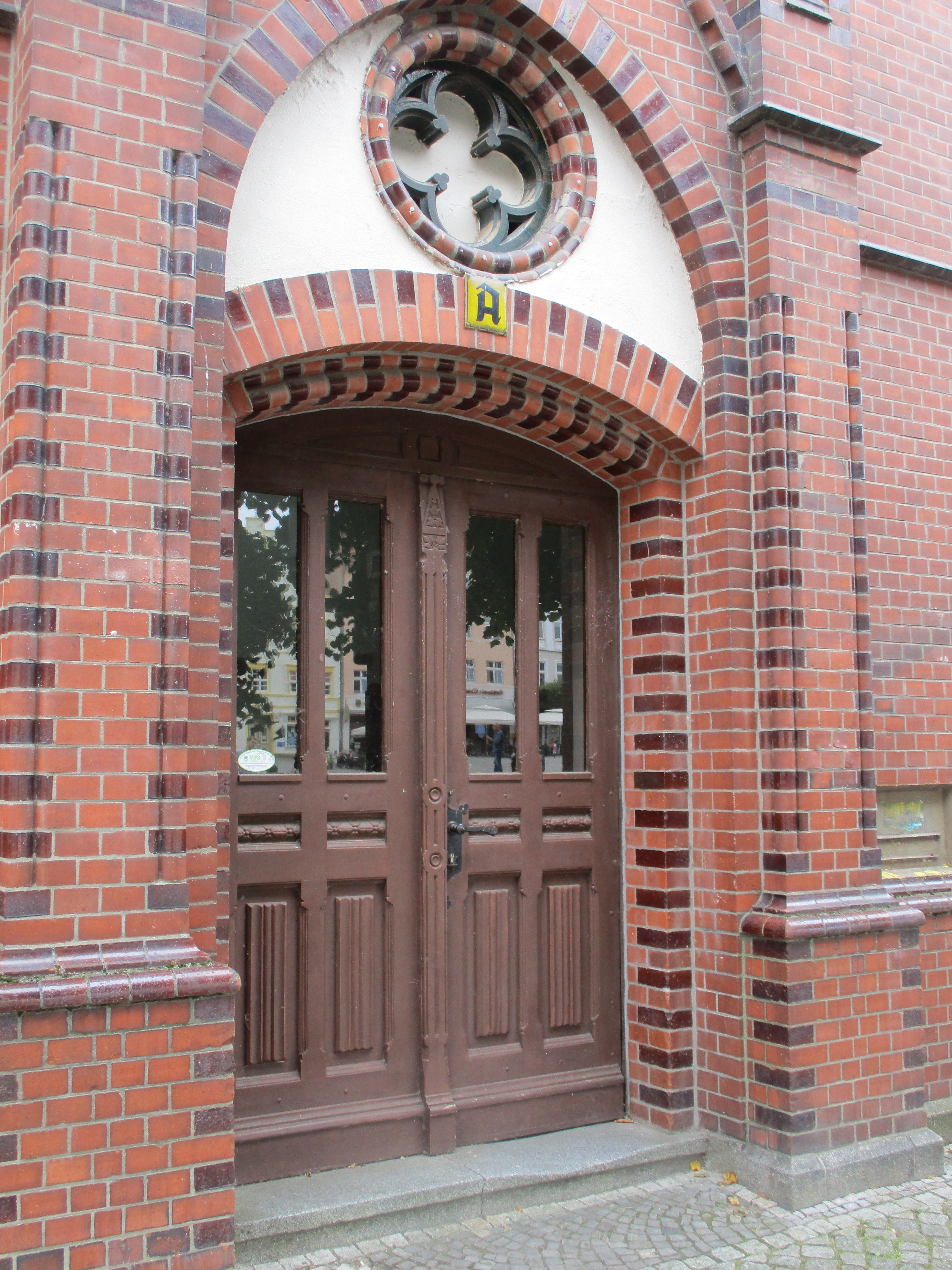
Seiteneingang A, 2024
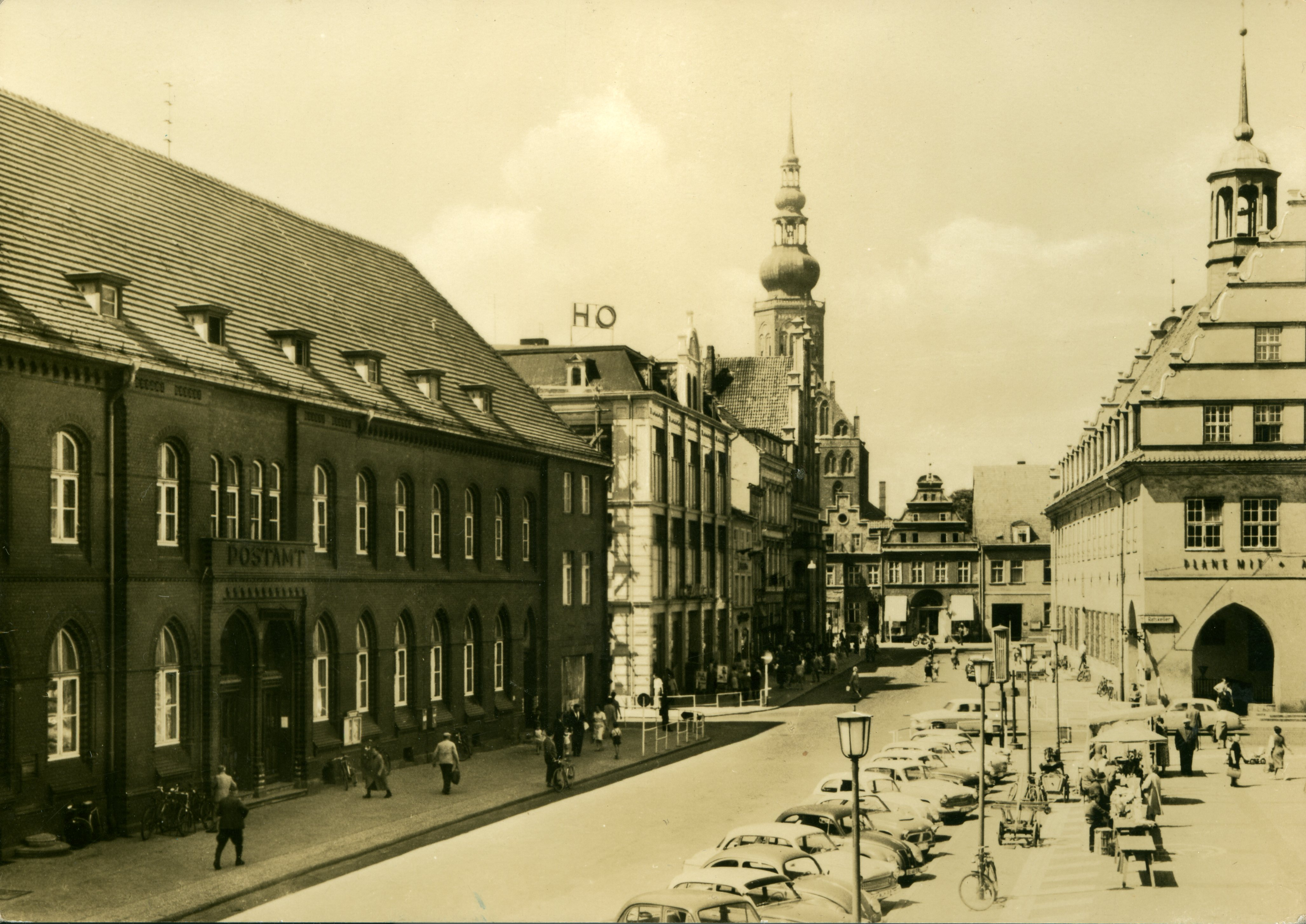
Echtfotopostkarte Greifswald Postamt und Rathaus, um 1960
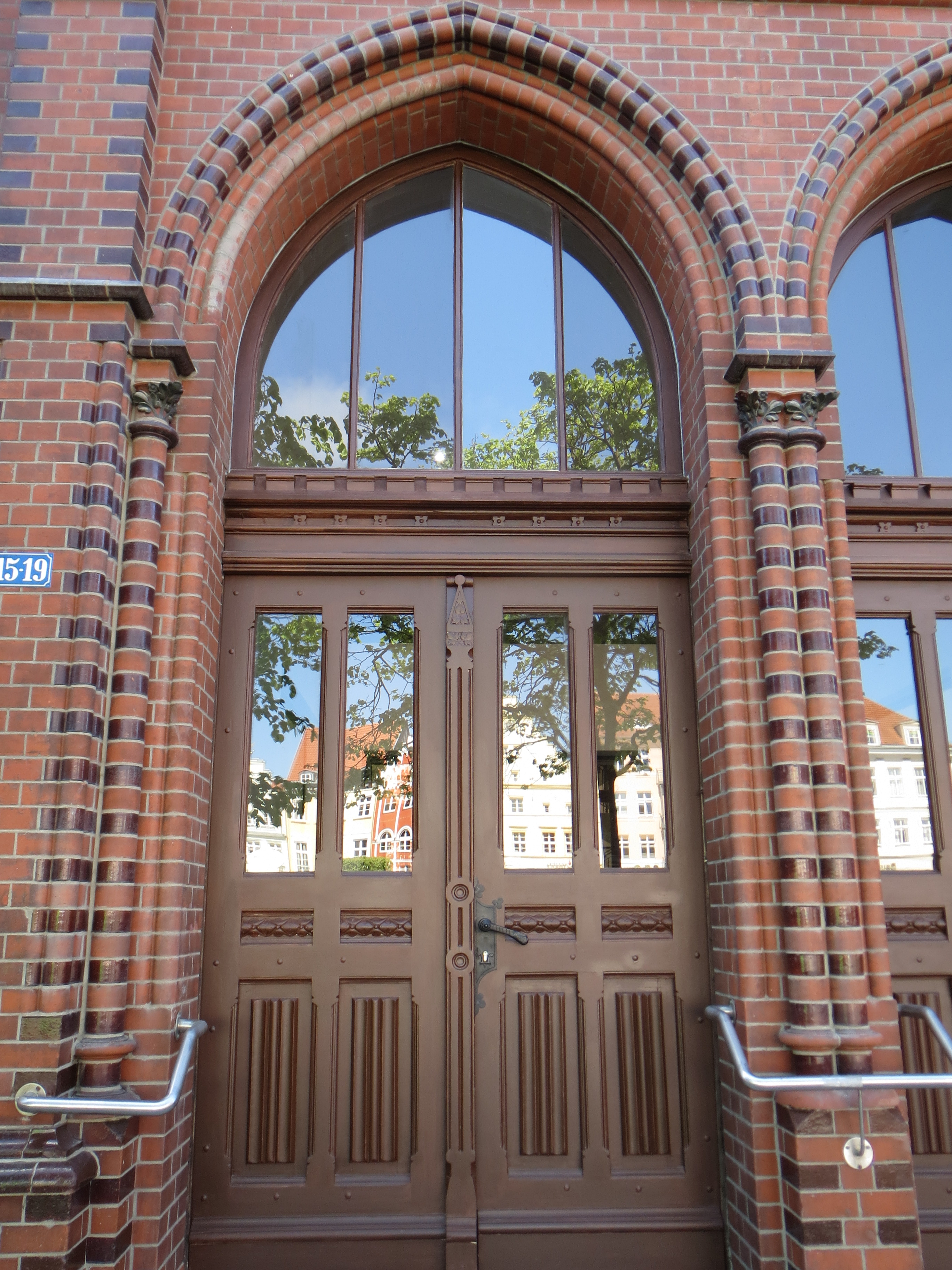
Eingangsportal, 2014
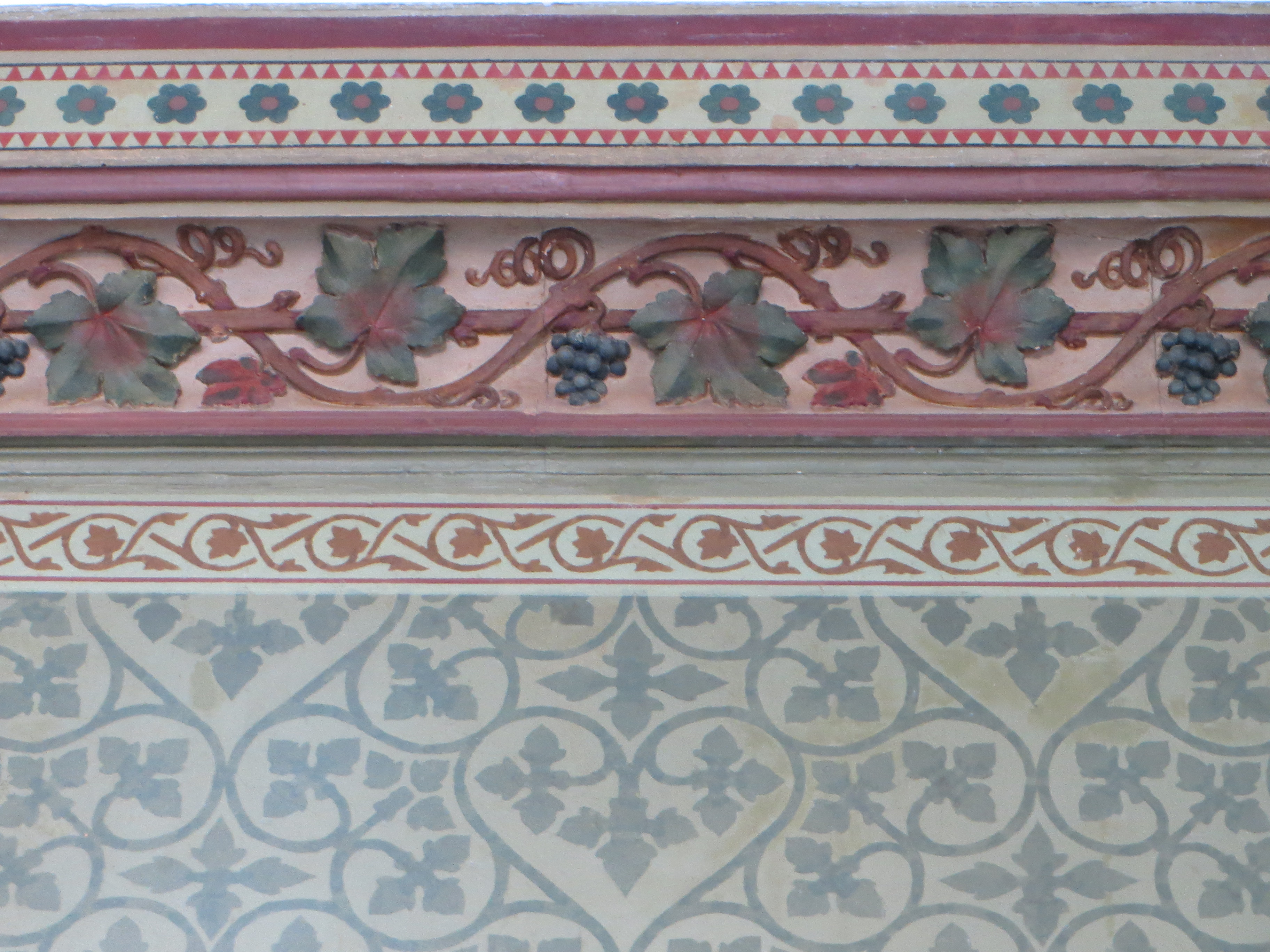
Restaurierte Dekormalerei, 2014

## Von der Post zum Rathaus
Das denkmalgeschützte über 130 Jahre Alte Post- und Fernmeldeamt wurde zum Technischen Rathaus umgebaut und durch ein Ensemble von drei Neubauten erweitert.
Nach der Privatisierung der Eigentum der Stadt und Nutzung durch die Stadtverwaltung als Bürgeramt. Der Umbau erfolgte nach einer Planung des Architektenbüros Gössler Kinz Kerber Schippmann Architekten PartG mbB, Berlin von 2011 bis 2013. Mitte 2014 konnte das für 12 Mio. € umgebaute Stadthaus nach dem Umzug verschiedener Abteilungen wie Umwelt, Denkmalschutz/Stadtentwicklung, Vermessung, Bauverwaltung und Bauaufsicht aus dem gesamten Stadtgebiet seine Nutzung durch die Stadtverwaltung als Bürgeramt für die Einwohner der Stadt aufnehmen.
Unregelmäßigkeiten bei der Sanierung führten zu Bauskandal und Untersuchungsausschuss in der Bürgerschaft und endeten in einem Prozess zum Jahresende 2021 mit einem Urteil vor dem Verwaltungsgericht Greifswald.